# 난툰구

난툰 구의 위치

난툰구(한국어: 남둔구, 중국어: 南屯區, 병음: Nántún Qū)는 중화민국 타이중시의 시할구이다. 넓이는 31.2578km2이고, 인구는 2015년 8월 기준으로 163,786명이다.

## 지리
타이중 시의 남서부에 위치하고 동쪽으로 둥 구와 시 구, 서쪽으로 다두 구, 남쪽으로 우르 구, 북쪽으로 베이툰 구와 접한다.

## 교통
- 국도 1호선